# Antony Selvanayagam
Antony Selvanayagam (ur. 24 października 1935 w Bentong) – malezyjski duchowny rzymskokatolicki, w latach 1983–2012 biskup Penang.

## Życiorys
Święcenia kapłańskie przyjął 20 grudnia 1969. 6 marca 1980 został prekonizowany biskupem pomocniczym Kuala Lumpur ze stolicą tytularną Giru Mons. Sakrę biskupią otrzymał 1 września 1980. 2 lipca 1983 został mianowany biskupem Penang. 7 lipca 2012 przeszedł na emeryturę.